# 豐島郡 (大阪府)
丰岛郡为過去日本大阪府辖下的郡，已於1896年4月1日與能势郡合并为丰能郡。
在1880年實施郡區町村編制法時的轄區包括現在的池田市全部地區、豐中市除東部外的大部分區域、箕面市除東部外的大部分區域、吹田市的西部部分區域。

## 歷史
在令制國時代屬於攝津國。
在江戶時代大部分區域為幕府、一橋德川家、旗本、麻田藩、飯野藩領地，另有少部分區域屬岡部藩（後來更名為半原藩）、岡田藩、公家領地。
明治維新後，郡內的幕府領地和旗本領地先後被劃為大坂裁判所司農局、大阪府司農局、大阪府北司農局、攝津縣、豐崎縣、兵庫縣的轄區；飯野藩領地在1870年也被併入兵庫縣，其餘各藩的領地在1871年實施廢藩置縣後被劃為由藩改設立的半原縣、麻田縣、岡田縣；不過在僅半年後的第一次府縣整併中，豐島郡的全部區域又被整併隸屬於大阪府。
1879年實施郡區町村編製法，正式的設置了近代的行政區劃「豐島郡」，最初郡役所設於池田村（位於現在的池田市），但在1881年與能勢郡的郡役所整併為「豐島能勢郡役所」。

### 沿革

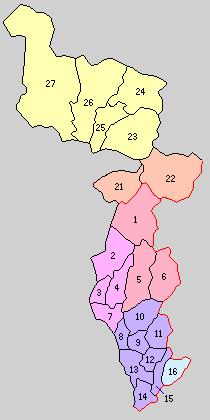
1889年豐島郡轄下的行政區劃：
1.止止呂美村 2.細河村 3.池田町 4.秦野村 5.箕面村 6.萱野村 7.北豐島村 8.麻田村 9.豐中村 10.櫻井谷村 11.熊野田村 12.中豐島村 13.南豐島村 14.庄內村 15.小曾根村 16.豐津村
（紫色：現屬豐中市、桃色：現屬池田市、水藍色：現屬吹田市、紅色：現屬箕面市、21 - 27屬能勢郡）

- 1889年04月1日：實施町村制，豐島郡下設止止呂美村（日语：止々呂美）、細河村（日语：細河村）、池田村、秦野村（日语：秦野村）、箕面村、萱野村（日语：萱野村 (大阪府)）、北豐島村（日语：北豊島村）、麻田村（日语：麻田村）、豐中村（日语：豊中町 (大阪府)）、櫻井谷村（日语：桜井谷村）、熊野田村（日语：熊野田村）、中豐島村（日语：中豊島村）、南豐島村（日语：南豊島村）、內村、小曾根村（日语：小曽根村）、豐津村（日语：豊津村 (大阪府)）。（1町15村）
- 1896年04月1日：實施郡制（日语：郡制），同時原屬於「豐島能勢役所」的區域被合併為豐能郡。